# Slots Pilsner
Slots Pilsner blev brygget første gang i 1924 på Bryggeriet Slotsmøllen i Kolding. Bryggeriet blev overtaget af Albani i 1986 og nedlagt i 1999.
En overgang blev de produceret af Maribo Bryghus.
Slotspilsneren bliver nu produceret af bryggerigruppen Royal Unibrew.

## Specifikation
Pilsnertype: 
Pilsneren har en strågul farve og en ukompliceret duft med toner af blomster, korn og en anelse malt. Smagen er medium fyldig og livlig med en aroma af let bitter Hallertau-humle, der giver en behagelig afdæmpet bitterhed i eftersmagen, har en alkoholprocent på 4,6 %, og er emballeret i 33 centiliter flasker.